# Massimiliano Irrati
Massimiliano Irrati (Florença - 27 de junho de 1979) é um árbitro de futebol italiano.

## Carreira de arbitragem
Fez sua estreia em 27 de agosto de 2011 na Serie B, arbitrando entre Cittadella e AlbinoLeffe. Em 18 de Março de 2012, ele fez sua estréia na Serie A, e uma arbitragem de um jogo entre Bologna e ChievoVerona.
Em 2017, Irrati se tornou árbitro FIFA , apitou sua primeira partida internacional em 22 de fevereiro de 2017, um amigável entre San Marino e Andorra. Irrati fez sua estreia em 13 de julho de 2017, oficiando uma partida entre Luxemburguês clube Progrès Niederkorn e grego clube AEL Limassol em 2017-18 UEFA Europa League, a segunda pré-eliminatória.
Em 30 de abril de 2018, Irrati foi selecionado pela FIFA como um dos vídeo assistente de árbitros para a Copa do Mundo da FIFA de 2018 na Rússia, a primeira Copa do Mundo a usar a tecnologia. Irrati foi nomeado como VAR em sua primeira partida da Copa do Mundo entre a Rússia e a Arábia saudita em 14 de junho de 2018, no Grupo A, o jogo de abertura do torneio. Em 12 de julho de 2018, Irrati foi apontado como o VAR para a Copa do Mundo da FIFA de 2018 Final entre França e Croácia. No total, Irrati foi o principal VAR 14 jogos durante o torneio, mais do que qualquer oficial.